# Log Horizon
Log Horizon (яп. ログ・ホライズン Рогу Хораидзун) — серия японских ранобэ, автором которых является Мамарэ Тоно. Первоначально публиковалась на пользовательском сайте Shōsetsuka ni Narō с 2010 года, но начиная с марта 2011 года печатается издательством Enterbrain. На её основе было выпущено несколько манг и аниме-сериал.
Аниме-адаптация начала транслироваться по телеканалу NHK Educational TV с 5 октября 2013 года. В 2014 году вышел второй сезон аниме, а в 2021 — третий.

## Сюжет
Начиная с 11 обновления японская ролевая игра Elder Tale (яп. エルダー・テイル Эруда: Тэйру) стала супер-популярной, набрав несколько миллионов игроков. Однако при выходе 12 обновления Novasphere Pioneers (яп. ノウアスフィアの開墾 Ноуасуфиа но Кайкон), все игроки (только 30 000 из Японии), которые были в этот момент в игре, оказались «заперты», и сами попали в виртуальную реальность, превратившись в собственных игровых персонажей. Среди них оказываются Сироэ и Наоцугу, которые начинают бродить по игровому миру в поисках выхода оттуда. Вскоре к ним присоединяется молодая девушка по имени Акацуки. Позже, осознав, что игра стала их новой реальностью, Сироэ при поддержке гильдий пытается ввести новые законы и запреты, создавая новую систему.

## Список персонажей
Сироэ (яп. シロエ Сироэ) / Кэй Сироганэ (яп. 城鐘 恵 Сироганэ Кэй) — главный герой истории, в реальной жизни студент-аспирант и ниже ростом, играет в Элдер Тейл уже 8 лет. Имеет класс «Заклинатель», владеет магией поддержки, но главное оружие Сироэ — блестящая стратегия. Хитёр и хладнокровен, имеет прозвища «Четырёхглазый хитрец», «Злодей в очках» и «Стратег Сироэ». Состоял когда-то в элитной группе «Сумасшедшая Чайная Вечеринка» (англ. «Debauchery Tea Party»). Долгое время отказывается присоединяться к другим гильдиям, считая их несовершенными. Имеет привычку трогать свои очки, когда решает стратегические задачи. Имеет 90 уровень. Член Круглого стола. Его вторая способность — летописец (также упоминается, что он копировал карты), может создавать бумагу и чернила, пригодные для игроков в этом мире. Позже создал свою гильдию — пристанище одиноких волков — Лог Горизонта.
Сэйю: Такума Тэрасима
Наоцугу (яп. 直継 Наоцугу) — лучший друг Сироэ и игрок-хранитель класса «Страж», 90 уровня. В реальном мире старше Сироэ на 2 года. Владеет мощными оборонными заклинаниями, любит поесть. Также состоял в «Сумасшедшей Чайной Вечеринке» (англ. «Debauchery Tea Party»). Высокий и сильный парень, юмористический персонаж. Называет себя «открытым извращенцем», это означает, что в отличие от некоторых людей он не скрывает свою «извращенную натуру» от других и очень гордится этим фактом. Каждый раз, когда выкидывает пикантные шутки, получает удар коленом или ступнёй от Акацуки по лицу. Первым вместе с Акацуки вступил в гильдию Лог Горизонт.
Сэйю: Томоаки Маэно
Акацуки (яп. アカツキ Акацуки) — главная героиня истории, в реальной жизни является студенткой колледжа. Является «Ассасином», что позволяет ей мастерски прятаться и внезапно поражать врага с тыла. Её подкласс — следопыт, с помощью которого можно выслеживать людей, это отлично дополняет её способности. Сама Акацуки окрестила себя ниндзя. Изначально её персонаж был мужским. Немногословная девушка со спокойным характером. Сначала познакомилась с Сироэ при выполнении задания до Апокалипсиса. С помощью Сироэ вернула себе девичий вид и присоединилась к нему, в знак благодарности за своё спасение в прошлом, поклялась защищать Сироэ от опасности. Параллельно не уважает Наоцугу и каждый раз, когда тот выкидывает пошлые шутки, бьёт его в лицо коленом. Комплексует из-за своего роста и смущается, когда её называют ребёнком. Влюблена в Сироэ.
Сэйю: Эмири Като
Нянта (яп. にゃん太 Нянта) — кот, класса «Головорез» 90 уровня, что позволяет ему мастерски управлять мечами. Был когда-то мастером группы «Сумасшедшая Чайная Вечеринка» (англ. «Debauchery Tea Party»). Сироэ называет его «мастером» («шефом» англ. «Chief of the Debauchery Tea Party»). Его подкласс — повар, который позволяет ему делать вкусные блюда с использованием собранных ингредиентов. Первым нашёл способ, как приготовить вкусную еду. Долгое время защищал Сэрару от разбойников, девушка сразу влюбилась в него. Есть подозрение, что Нянта — самый старший игрок по физическому возрасту, во всяком случае — в Акибе. Перед апокалипсисом входил в кошачью гильдию, которая была расформирована оттого, что их штаб-квартира сгнила из-за постоянных дождей.
Сэйю: Дзёдзи Наката
Сэрара (яп. セララ Сэрара) — девочка класса «Друид» 19 уровня. Её подкласс — горничная, позволяющий девочке быстро заниматься уборкой по дому. Сэрару долгое время преследовала злая гильдия, но её спас Нянта. Она влюбилась в негo. Сэрара состоит в гильдии «альянс Полумесяца».
Сэйю: Мисаки Куно
Тоя (яп. トウヤ То:я) — младший брат-близнец Минори. В реальности не может ходить и передвигается на инвалидном кресле. Его класс — «Самурай». Вместе с Минори за долгое время до основных событий заручился поддержкой Сироэ. Смотрит на него, как на образец подражания. Долгое время вместе с Минори был заложником бандитской гильдии, которая каждый день отбирала у низкоуровневых игроков усилительное зелье (которое игрок получает каждые сутки до достижения 40 уровня) и продавала на чёрном рынке.
Сэйю: Дайки Ямасита
Минори (яп. ミノリ Минори) — старшая сестра-близнец Тои. Её класс — «Каннаги» (целитель), она носит одежду мико, может лечить раны и передавать силу союзникам. Вместе с Тоей заручилась поддержкой Сироэ и позже стала заложницей злой гильдии, которая отбирала у Минори усилительные зелья. Так же питает чувства к Сироэ.
Сэйю: Нао Тамура
Исудзу (яп. 五十鈴 Исудзу) — в реальности девушка средней школы. Начала играть в Элдер Тейл незадолго до событий апокалипсиса. Принадлежит классу «Бард», с помощью песен может увеличивать силу союзников. Первой узнала что Рунделхаус житель и бывший NPC игры «Элдер тэйл», называет его Руди.
Сэйю: Эрико Мацуи
Рунделхаус Код (яп. ルンデルハウス＝コード Рундэрухаусу Ко:до) — один из коренного народа игры «Элдер тэйл». «Колдун» («Волшебник»), специализируется на наступательной магии. Имеет 19 уровень и страдает повышенной самооценкой, считая себя магом высшего класса. В 20 серии имеет 25 уровень и становится авантюристом, подписав договор с Сироэ. Исудзу, Минори, Тоя и Сэрара называют его Руди. Имеет нежные чувства к Исудзу.
Сэйю: Тэцуя Какихара
Мариэль (яп. マリエール Мариэ:ру) / Мариэ Сакамото (яп. 坂本 鞠絵 Сакамото Мариэ) — основатель и лидер гильдии «Альянс Полумесяца» и подруга Сироэ. Её класс — «Жрица». Она сильнее, чем выглядит, и имеет привычку обнимать людей так сильно, что прижимает их к стене, обычно делает так во время встречи с новыми людьми. Тем не менее, может быть очень серьёзной, когда члены гильдии находятся в опасности. Член Круглого стола, близка с Наоцугу.
Сэйю: Юми Хара
Генриетта (яп. ヘンリエッタ Хэнриэтта) — финансовый советник гильдии «Альянс Полумесяца», принадлежит классу «Бард». Хотя со стороны она кажется строгой и собранной, Генриэтта обожает всё «милое» и всегда пытается надеть на Акацуки разные платья. Правая рука Мариэль. В реальном мире работает бухгалтером . Испытывает чувства к Сироэ.
Сэйю: Аяхи Такагаки
Красти (яп. クラスティ Курасути) — лидер гильдии D.D.D. Очень вежлив со всеми, умеет вести переговоры, также он представитель Круглого Стола. Наслаждается битвой, силен и жесток. Очень мил с Принцессой Истала.
Исаак (яп. アイザック Айдзакку) — Гильдмастер Рыцарей Чёрного Меча. Также известен как «Чёрный Мечник». Он является стражем и членом Альянса Круглого стола.
Миса Такаяма (яп. 高山 三佐 Такаяма Миса)
Содзиро Сэта (яп. ソウジロウ＝セタ Со:дзиро: Сэта) — является гильдмастером гильдии Ведомые Западным Ветром. Хоть эта гильдия и малочисленная не превышающая и 70 человек, но она считается одной из самых сильных гильдий в Акихабаре. Ещё до Апокалипсиса, Содзиро состоял в неформальной группе игроков, известных как «Сумасшедшая Чайная Вечеринка» (англ. «Debauchery Tea Party»). Очень популярен среди девушек. Он долгое время считал, что Сироэ недолюбливает его так как он множество раз отклонял его предложения о вступлении в его гильдию. Он понял, что ошибался, когда Сироэ попросил его помочь с организацией совета Круглого стола. Член Круглого стола.
Мититака (яп. ミチタカ Мититака) — лидер самой большой производственной гильдии «Океаническая система», которая насчитывает 2547 участников. Один из представителей Альянса Круглого Стола.

## Ранобэ
| №  | Заглавие | Дата публикации  | ISBN                                                                                  |
| -- | --- | ---------------- | ------------------------------------------------------------------------------------- |
| 1  | Начало иного мира (англ. The Beginning of a Different World) Исэкай но Хадзимари (異世界のはじまり)                       | 30 марта 2011    | ISBN 978-4-04-727145-6                                                                |
| 2  | Рыцари Камелота (англ. Knights of Camelot) Кямэротто но Киси-тати (キャメロットの騎士たち)                                | 30 мая 2011      | ISBN 978-4-04-727298-9                                                                |
| 3  | Конец игры. Часть первая (англ. The End of the Game 'Part I') Гэ:му но Овари [Дзё] (ゲームの終わり【上】)                 | 31 августа 2011  | ISBN 978-4-04-727413-6                                                                |
| 4  | Конец игры. Часть вторая (англ. The End of the Game 'Part II') Гэ:му но Овари [Гэ] (ゲームの終わり【下】)                 | 30 сентября 2011 | ISBN 978-4-04-727543-0                                                                |
| 5  | Воскресенье в Акибе (англ. Sunday in the District of Akiba) Акиба но Мати но Нитиё:би (アキバの街の日曜日)                | 30 ноября 2011   | ISBN 978-4-04-727669-7                                                                |
| 6  | Потерянное дитя заката (англ. The Stray Child of Daybreak) Ёакэ но Маёйго (夜明けの迷い子)                                | 30 марта 2013    | ISBN 978-4-04-728235-3                                                                |
| 7  | Золото Куниэ (англ. Gold of the Kunie) Куниэ но О:гон (供贄の黄金)                                                        | 20 декабря 2013  | ISBN 978-4-04-729175-1 (обычное издание) ISBN 978-4-04-729176-8 (специальное издание) |
| 8  | Жаворонки расправляют крылья (англ. The Sparrows Stretch Their Wings) Хибаритати но Хабатаки (雲雀(ひばり)たちの羽ばたき) | 29 сентября 2014 | ISBN 978-4-04-729926-9 (обычное издание) ISBN 978-4-04-729927-6 (специальное издание) |
| 9  | Канами, Иди на Восток! (англ. Kanami, Go East!) Kanami, Gō! Īsuto! (カナミ、ゴー！イースト！)                             | 27 марта 2015    | ISBN 978-4-04-730190-0                                                                |
| 10 | Homesteading the Noosphere Noasfia no kaikon (ノウアスフィアの開墾)                                                       | 30 сентября 2015 | ISBN 978-4047306745                                                                   |
| 11 | Krusty, Tycoon Lord Kurasuti Taikūn Rōdo (クラスティ・タイクーン・ロード)                                                 | 20 марта 2018    | ISBN 978-4-04-727230-9                                                                |

## Манга
По мотивам ранобэ были выпущены 4 манга-адаптации:

### Log Horizon Gaiden: Honey Moon Logs
Log Horizon Gaiden: Honey Moon Logs (яп. ログ・ホライズン 外伝: Honey Moon Logs)
| № | Заглавие                                 | Дата публикации  | ISBN                   |
| - | ---------------------------------------- | ---------------- | ---------------------- |
| 1 | ログ・ホライズン 外伝: Honey Moon Logs 1 | 27 февраля 2013  | ISBN 978-4-04-891353-9 |
| 2 | ログ・ホライズン 外伝: Honey Moon Logs 2 | 27 февраля 2013  | ISBN 978-4-04-891354-6 |
| 3 | ログ・ホライズン 外伝: Honey Moon Logs 3 | 27 сентября 2013 | ISBN 978-4-04-891938-8 |
| 4 | ログ・ホライズン 外伝: Honey Moon Logs 4 | 27 августа 2014  | ISBN 978-4-04-866701-2 |

### Log Horizon
Log Horizon (яп. ログ・ホライズン)
| № | Заглавие         | Дата публикации | ISBN                   |
| - | ---------------- | --------------- | ---------------------- |
| 1 | ログ・ホライズン | 15 февраля 2013 | ISBN 978-4-04-728718-1 |

### Log Horizon: The West Wind Brigade
Log Horizon: The West Wind Brigade (яп. ログ・ホライズン: 西風の旅団)
| № | Заглавие                      | Дата публикации | ISBN                   |
| - | ----------------------------- | --------------- | ---------------------- |
| 1 | ログ・ホライズン 西風の旅団 1 | 8 февраля 2013  | ISBN 978-4-04-712853-8 |
| 2 | ログ・ホライズン 西風の旅団 2 | 6 сентября 2013 | ISBN 978-4-04-712896-5 |
| 3 | ログ・ホライズン 西風の旅団 3 | 7 марта 2014    | ISBN 978-4-04-070049-6 |
| 4 | ログ・ホライズン 西風の旅団 4 | 8 октября 2014  | ISBN 978-4-04-070354-1 |

### Log Horizon Gaiden: Nyanta-honcho Shiawase no Recipe
Log Horizon Gaiden: Nyanta-honcho Shiawase no Recipe (яп. ログ・ホライズン: にゃん太班長 幸せのレシピ)
| № | Заглавие                                      | Дата публикации | ISBN                   |
| - | --------------------------------------------- | --------------- | ---------------------- |
| 1 | ログ・ホライズン: にゃん太班長 幸せのレシピ 1 | 31 августа 2013 | ISBN 978-4-04-729072-3 |
| 2 | ログ・ホライズン: にゃん太班長 幸せのレシピ 2 | 1 сентября 2014 | ISBN 978-4-04-729894-1 |

## Аниме
Аниме-адаптация, выпущенная студией Satelight, начала транслироваться по телеканалу NHK Educational TV 5 октября 2013 года. Она также публиковалась на сайте Crunchyroll в США и некоторых других странах. Аниме было лицензировано компанией Sentai Filmworks для показа на территории США в 2014 году.
Начальную композицию аниме «Database» исполняет группа Man with a Mission. Завершающую — «Your song» — исполняет Yun*chi.

### Список эпизодов
| № серии | Заглавие 1 Сезон                                                                 | Трансляция в Японии  |
| ------- | -------------------------------------------------------------------------------- | -------------------- |
| 01      | The Apocalypse «Дай сайгай» (大災害)                                             | 5 октября 2013 года  |
| 02      | The Battle of Loka «Рока но со:гу:сэн» (ロカの遭遇戦)                            | 12 октября 2013 года |
| 03      | The Depths of Palm «Паруму но фукаки басё» (パルムの深き場所)                    | 19 октября 2013 года |
| 04      | Escape «Дассюцу» (脱出)                                                          | 26 октября 2013 года |
| 05      | Return to Akihabara «Акиба э но кикан» (アキバへの帰還)                          | 2 ноября 2013 года   |
| 06      | Resolve «Кэцуи» (決意)                                                           | 9 ноября 2013 года   |
| 07      | Crescent Moon «Курэсэнто Му:н» (クレセントムーン)                                | 16 ноября 2013 года  |
| 08      | Villain in Glasses «Харагуро мэганэ» (腹ぐろ眼鏡)                                | 23 ноября 2013 года  |
| 09      | Round Table Conference «Энтаку кайги» (円卓会議)                                 | 30 ноября 2013 года  |
| 10      | Grab It in Your Hand «Соно тэ ни цукамиторэ» (その手につかみとれ)                | 7 декабря 2013 года  |
| 11      | An Invitation from Eastal «И:сутару кара но сё:тайдзё:» (イースタルからの招待状) | 14 декабря 2013 года |
| 12      | The Forest of Lagranda «Рагуранда но мори» (ラグランダの杜)                      | 21 декабря 2013 года |
| 13      | Shield and Freedom «Татэ то дзию:» (盾と自由)                                    | 28 декабря 2013 года |
| 14      | World Fraction «Ва:рудо фуракусён» (ワールドフラクション)                        | 4 января 2014 года   |
| 15      | Attack «Сю:гэки» (襲撃)                                                          | 11 января 2014 года  |
| 16      | Return of the Goblin King «Гобурин О: но кикан» (ゴブリン王の帰還)               | 18 января 2014 года  |
| 17      | A Lazy, Cowardly Princess «Тайда дэ окубё: на химэгими» (怠惰で臆病な姫君)       | 25 января 2014 года  |
| 18      | Expeditionary Force «Энсэй-гун» (遠征軍)                                         | 1 февраля 2014 года  |
| 19      | Chasing After Them «Ано сэнака во ойкакэтэ» (あの背中を追いかけて)               | 8 февраля 2014 года  |
| 20      | Contract «Кэйяку» (契約)                                                         | 15 февраля 2014 года |
| 21      | The Two of Us Shall Waltz «Футари дэ варуцу во» (ふたりでワルツを)               | 22 февраля 2014 года |
| 22      | Swallow and Young Starling «Цубамэ то хинамуку» (つばめとひなむく)               | 1 марта 2014 года    |
| 23      | Student of the Mage «Махо:цукай но дэси» (魔法使いの弟子)                        | 8 марта 2014 года    |
| 24      | Chaos «Конран» (混乱)                                                            | 15 марта 2014 года   |
| 25      | The Scale Festival «Тэмбин-сай» (天秤祭)                                         | 22 марта 2014 года   |

| № серии | Заглавие 2 Сезон                                                                   | Трансляция в Японии  |
| ------- | ---------------------------------------------------------------------------------- | -------------------- |
| 01      | Shiroe of the Northern Lands «Кита но куни но Сироэ» (北の国のシロエ)              | 4 октября 2014       |
| 02      | The Outlaw and Mithril Eyes «Мухо:моно то мисуриру айдзу» (無法者とミスリルアイズ) | 11 октября 2014      |
| 03      | The Abyssal Shaft «Нараку но сандо:» (奈落の参道)                                  | 18 октября 2014      |
| 04      | Shattered Wings «Хибиварэта цубаса» (ひび割れた翼)                                 | 25 октября 2014      |
| 05      | Christmas Eve «Курисумасу Ибу» (クリスマス・イブ)                                  | 1 ноября 2014        |
| 06      | A Lost Child at Dawn «Ёакэ но маёйго» (夜明けの迷い子)                             | 8 ноября 2014        |
| 07      | The Suifū Maidens «Суйфу: но отомэ-тати» (水楓の乙女たち)                          | 15 ноября 2014       |
| 08      | Akihabara Raid «Акиба рэйдо» (アキバレイド)                                        | 22 ноября 2014       |
| 09      | The Changing Battlefield «Кавариюку сэндзё:» (変わりゆく戦場)                      | 29 ноября 2014 года  |
| 10      | Guild Master «Гирудо масута:» (ギルドマスター)                                     | 6 декабря 2014       |
| 11      | Retry «Риторай» (リトライ)                                                         | 13 декабря 2014 года |
| 12      | The Gold of the Kunie «Куниэ но о:гон» (供贄の黄金)                                | 20 декабря 2014 года |
| 13      | 2.14 A Sweet Trap «Ни тэн итиён амай вана» (2.14 甘いワナ)                         | 27 декабря 2014 года |
| 14      | Kanami, Go East! «Канами, го:! И:суто!» (カナミ、ゴー！イースト！)                 | 10 января 2015       |
| 15      | A New Journey «Табидати» (旅立ち)                                                  | 17 января 2015       |
| 16      | The Midday Vampire «Махиру но кю:кэцуки» (真昼の吸血鬼)                            | 24 января 2015       |
| 17      | Odyssey Knights «Одюссэйа кисидан» (オデュッセイア騎士団)                          | 31 января 2015       |
| 18      | When the Concert Ends «Райбу га ханэтара» (ライブがはねたら)                       | 7 февраля 2015 года  |
| 19      | The Red Night «Акаки ёру» (赤き夜)                                                 | 14 февраля 2015      |
| 20      | Birthday Song «Ба:судэй сонгу» (バースデイ・ソング)                                | 21 февраля 2015      |
| 21      | The Skylarks Take Flight «Хибари-тати но хабатаки» (ひばりたちの羽ばたき)          | 28 февраля 2015      |
| 22      | Stranger «Ихо:дзин» (異邦人)                                                       | 7 марта 2015 года    |
| 23      | Isaac and Iselus «Айдзакку то Исэрусу» (アイザックとイセルス)                      | 14 марта 2015        |
| 24      | Sleep of the Eternal Moth «Дзё:га но нэмури» (常蛾の眠り)                          | 21 марта 2015        |
| 25      | The Pioneers «Кайтакуся-тати» (開拓者たち)                                         | 28 марта 2015        |